# Liste der Monuments historiques in Pont-la-Ville (Haute-Marne)
Die Liste der Monuments historiques in Pont-la-Ville führt die Monuments historiques in der französischen Gemeinde Pont-la-Ville auf.

## Liste der Objekte
| Bezeichnung                           | Beschreibung                          | Standort                                       | Kennzeichnung | Schutzstatus | Datum | Bild |
| ------------------------------------- | ------------------------------------- | ---------------------------------------------- | ------------- | ------------ | ----- | ---- |
| Skulptur Madonna mit Kind             | Holz, farbig gefasst, 18. Jahrhundert | in der Kirche Notre-Dame-en-sa-Nativité (Lage) | PM52001014    | Classé       | 1964  |      |
| Skulpturengruppe Unterweisung Mariens | Holz, farbig gefasst, 16. Jahrhundert | in der Kirche Notre-Dame-en-sa-Nativité (Lage) | PM52001013    | Classé       | 1964  |      |
| Skulptur Johannes                     | Holz, farbig gefasst, 16. Jahrhundert | in der Kirche Notre-Dame-en-sa-Nativité (Lage) | PM52001818    | Inscrit      | 1974  |      |
| Kruzifix                              | aus dem 17. Jahrhundert               | in der Kirche Notre-Dame-en-sa-Nativité (Lage) | PM52002032    | Inscrit      | 2013  |      |